# Cotoneaster schantungensis
Cotoneaster schantungensis là loài thực vật có hoa trong họ Hoa hồng. Loài này được Klotz mô tả khoa học đầu tiên năm 1972.